# Беликова, Мария
Мария Беликова (словац. Mária Bieliková, род. 21 августа 1966, Илава, Западно-Словацкий край) — словацкая специалистка по информатике, специализирующаяся на взаимодействии человека и компьютера и надёжном искусственном интеллекте. Генеральный директор Института интеллектуальных технологий Кемпелена (KInIT).

## Биография
Мария Беликова родилась в Илаве. Она училась в Словацком технологическом университете в Братиславе, где в 1989 году получила степень инженера и степень доктора философии в 1995 году. После окончания университета она стала доцентом Словацкого технологического университета. В 2005 году она стала одним из самых молодых профессоров в Словакии. С 2015 по 2020 год она была деканом факультета информатики и информационных технологий Словацкого технического университета.
В 2020 году Беликова проиграла выборы на второй срок на посту декана и впоследствии была уволена с должности профессора своим преемником Иваном Котуляком. Официальным основанием для увольнения стали нарушения в учёте выплат студентам-исследователям. Около 30 сотрудников и несколько студентов факультета информатики покинули университет в знак протеста. В ответ на протесты Котуляк предложил восстановить Беликову в должности, но она отклонила предложение.
После ухода из университета Беликова основала Институт интеллектуальных технологий Кемпелена (KInIT), аналитический центр, начальное финансирование которого было предоставлено словацкими компаниями, работающими в секторе ИТ, включая компанию по интернет-безопасности ESET и Tatra banka.

## Услуга
Беликова — председатель Постоянного комитета Словакии по этике и регулированию ИИ и бывший член Группы экспертов высокого уровня по ИИ, созданной Европейской комиссией, и совета управляющих Объединённого исследовательского центра Европейской комиссии.

## Награды
В 2010 году министр образования Эуген Юржица вручил Беликовой награду Science and Technology Personality award. В 2016 году журнал PC Revue присудил ей звание IT personality of the year. В 2024 году президент Зузана Чапутова наградила Беликову орденом Людовита Штура 2-й степени за вклад в развитие Словакии в научно-технической области.